# Риголване
Риголване е вид дълбока обработка на почвата. Представлява изораване на почвата с плугове (риголвачи) или ръчно (с лопата) на дълбочина между 40 и 80 cm, при която горният пласт се заравя дълбоко, а подорницата се изважда на повърхността. Извършва се при засаждане на розови и овощни градини, хмел и лозя.